# Saranta Kolones
Saranta Kolones (in greco Κάστρο Σαράντα Κολώνες, Castello di quaranta colonne?) è una fortezza medievale in rovina all'interno del Parco Archeologico di Paphos e si trova appena a nord del porto di Paphos, sull'isola di Cipro. Prende il nome dal gran numero di colonne di granito rinvenute sul sito e che probabilmente facevano parte dell'antica agorà. Si ritiene che il castello bizantino sia stato costruito alla fine del VII secolo d.C. per proteggere il porto e la città di Nea Pafos dalle incursioni arabe e successivamente rimaneggiato dai Lusignano. La Rocca aveva una cinta muraria spessa tre metri con quattro enormi torri angolari e altre quattro torri intermedie lungo le mura di raccordo e il fossato che circondavano il castello. L'accesso era attraverso un ponte di legno che attraversava il fossato. Il cortile quadrato misurava 35 metri di lunghezza per 35 di larghezza, con una torre ad ogni angolo. L'ingresso principale avveniva attraverso una quinta torre a ferro di cavallo sul lato est. Distrutto da un terremoto nel 1222, il castello fu successivamente abbandonato. In tempi moderni hanno avuto luogo una serie di scavi.